# Cryptobiosella tridens
Cryptobiosella tridens là một loài Trichoptera trong họ Philopotamidae. Chúng phân bố ở miền Australasia.